# Burgoberbach
Burgoberbach är en kommun och ort i Landkreis Ansbach i Regierungsbezirk Mittelfranken i förbundslandet Bayern i Tyskland.